# Aéroport international d'Atyraou
Pour les articles homonymes, voir GUW.
L’aéroport international d'Atyraou (kazakh : Атырау халықаралық әуежайы, russe : Международный аэропорт Атырау) (code IATA : GUW • code OACI : UATG) est un aéroport situé à 8 km de la ville d'Atyraou au Kazakhstan.
L'aéroport est situé à 22 mètres sous le niveau de la mer, ce qui en fait l'aéroport commercial le plus « bas » au monde.

## Histoire
L'aéroport est en activité depuis 1979. Il fut d'abord nommé détachement aérien commun de Gouriev. En 1992, la ville de Gouriev est renommée Atyraou, et l'aéroport devient le détachement aérien commun d'Atyraou. La société Airport Atyrau and Transportation (ATMA) est une coentreprise kazak-turque créée en 1993 et codétenue par la compagnie aérienne Aue Zholy pour contrôler les actifs de l'aéroport. Des travaux d'agrandissement en 2007 permettent de doubler la capacité de l'aéroport.
Il a ensuite été plusieurs fois question de renommer l'aéroport en hommage à Hiuaz Dospanova (1922-2008), la seule femme pilote de l'air durant la Grande Guerre patriotique et originaire de Gouriev. Un monument en hommage à la pilote se dresse devant l'aéroport.
En 2024, le gouvernement kazakhstan transfère la propriété de l'ATMA à la société qatarie QazAir Investments qui annonce le mois suivant avoir levé 50 millions de dollars pour rénover l'aéroport et édifier une façade orientale d'un côté de l'aéroport.

## Situation
| \| 100 km1:25 028 000 \| Turkestan Aktaou Aktioubé Almaty Astana Atyraw Balkhach Chimkent Jezkazgan Kökşetaw Kostanaï Kyzylorda Öskemen Ourdchar Oucharal Oural Pavlodar Petropavl Sary-Arka Semeï Taldykourgan Taraz |
| 100 km1:25 028 000 |

## Compagnies et destinations

### Passagers
| Compagnies    | Destinations                                                                      |
| ------------- | --------------------------------------------------------------------------------- |
| Aeroflot      | Moscou Chérémétiévo                                                               |
| Air Astana    | Aktaou, Almaty, Amsterdam, Noursoultan, Francfort , Istanbul, Moscou Chérémétiévo |
| Bek Air       | Almaty, Oural-Ak Zhol                                                             |
| SCAT Airlines | Aktaou En saison : Bakou-H. Aliyev, Mineralniye Vody                              |
| SkyBus        | En saison charter : Batoumi-A. Kartveli                                           |
| Qazaq Air     | Aktaou, Aktioubé, Oural-Ak Zhol                                                   |

Édité le 16/02/2018

### Cargo
| Compagnies        | Destinations  |
| ----------------- | ------------- |
| Coyne Airways     | Oural         |
| Silk Way Airlines | Aktaou, Bakou |

L'aéroport est situé dans une région de production pétrolière et sert de point de distribution, notamment pour KazMunayGas.